# Malankarski Kościół Ortodoksyjny
Malankarski Kościół Ortodoksyjny, także Indyjski Kościół Ortodoksyjny – jeden z autokefalicznych przedchalcedońskich Kościołów wschodnich działający głównie na terenie Indii. Należy do grupy Chrześcijan św. Tomasza i sięga tradycją I wieku.

## Historia
Malankarski Kościół Ortodoksyjny wywodzi się z pierwotnego kościoła indyjskiego, założonego według tradycji przez św. Tomasza Apostoła ok. 52 r. n.e. Indyjscy chrześcijanie wierzą, że Apostoł przybył do Cranganore, w stanie Kerala, gdzie prowadził działalność misyjną, aż do poniesienia śmierci męczeńskiej w 72 r. n.e.
Kościół żył w izolacji, aż do pojawienia się misjonarzy, którzy przybyli do Indii wraz z europejskimi kolonizatorami w XVI wieku. W 1599 roku, na synodzie w Diamper, zawarł unię z Kościołem katolickim, która przetrwała jednak tylko do 1653 roku. Doszło wtedy do buntu przeciwko postępowaniu katolików, którzy chcieli narzucić Kościołowi obrządek łaciński. Duchowieństwo odłączyło się od Kościoła Syromalabarskiego i poprosiło patriarchę syryjskiego o przysłanie do Indii biskupa, do czego doszło dwa lata później. Patriarcha zażądał przyjęcia przez nich przedchalcedońskiej doktryny i rytu antiocheńskiego, przez co Malankarczycy posługują się od tej pory obrządkiem zachodniosyryjskim.
W 1772 roku, z powodu nieporozumień z patriarchą syryjskim, doszło do schizmy i utworzenia Niezależnego Kościoła Malabarskiego.
Kolonizatorzy angielscy usiłowali sprotestantyzować Kościół, co doprowadziło do rozłamu i powstania w 1889 roku anglikańskiego Kościoła Mar Toma, z obrządkiem indyjskim.
Na przełomie XIX i XX wieku podejmowano próby uniezależnienia od Kościoła syryjskiego, co doprowadziło do rozłamu w 1912 roku i do ponownego zjednoczenia w 1958 roku. W 1975 roku dokonał się jednak ostateczny podział, przez co Kościół stał się samodzielny, a jego część nadal uznająca zwierzchnictwo patriarchy syryjskiego utworzyła Malankarski Syryjski Kościół Ortodoksyjny, będący integralną częścią Syryjskiego Kościoła Ortodoksyjnego.
W 1930 część Kościoła zawarła unię z Rzymem i utworzyła Kościół Syromalankarski.

## Struktura
Głową Kościoła jest Katolikos Wschodu i Metropolita Malankarskiego Kościoła Ortodoksyjnego, którego funkcję sprawuje obecnie Baselios Marthome Mathews (Mateusz) III.